# 오다테정
오다테정(大館町)은 아키타현 기타아키타군에 있던 정이며, 현재의 오타테시 중심부에 해당한다. 현재의 오타테시는 1951년 신설 합병으로  성립한 것으로, 본 정에서는 별개의 자치체이다

## 역사
- 1889년 4월 1일 - 정촌제 시행에 의해 2정을 구역으로 오다테정이 성립하였다.
- 1933년 - 나가키촌으로부터 이전의 가라사와촌을 분랍해 성립하였다.
- 1951년 4월 1일 - 샤카나이촌과 합병해 오다테시가 성립하였고, 동일 오다테정은 폐지되었다.

## 교통

### 철도
- 일본국유철도
  - 오우 본선
  - 하나와 선

### 도로
- 오슈 가도 (현:국도 제5호선)